# Coleophora adustella
Coleophora adustella é uma espécie de mariposa do gênero Coleophora pertencente à família Coleophoridae.